# Джабуа, Василий Виссарионович
Василий Виссарионович Джабуа (16 июня 1912 года, село Натанеби, Озургетский уезд, Кутаисская губерния, Российская империя — дата смерти неизвестна, село Натанеби, Махарадзевский район, Грузинская ССР) — советский хозяйственный, государственный и политический деятель, председатель колхоза имени Берия Натанебского сельсовета Махарадзевского района, Грузинская ССР. Герой Социалистического Труда (1948).

## Биография
Родился в 1912 году в крестьянской семье в селе Натанеби (ныне — в Озургетском муниципалитете края Гурия). Получил высшее образование. С 1931 года — профсоюзный руководитель Озургетского района, с 1932 года — начальник отдела культуры Озургетского райисполкома, с 1933 года — секретарь партийной организации шелкопрядильной фабрики в Озургети. В 1935 году избран председателем сельскохозяйственной артели в селе Натанеби (позднее — колхоз имени Берия Махарадзевского района, в 1953 году колхоз был награждён Орденом Ленина, позднее после объединения — колхоз имени Ленина Махарадзевского района).
За короткое время вывел колхоз в число передовых сельскохозяйственных предприятий Махарадзевского района. Колхоз неоднократно участвовал в республиканской и всесоюзной выставке ВСХВ. За выдающиеся достижения в развитии сельского хозяйства был награждён в 1941 году Орденом Ленина. Колхоз имени Берия соревновался в чаеводстве с колхозом имени Леселидзе Махарадзевкого района (председатель — Дмитрий Несторович Баканидзе). Центральная усадьба обоих колхозов располагалась в селе Натанеби.
В послевоенные годы колхоз под руководством Василия Джабуа за короткий срок вышел на довоенный уровень в урожайности сельскохозяйственных продуктов. За годы Четвёртой пятилетки (1946—1950) колхоз имени Берия наряду с колхозами «Ахалгаздра Комунисти» (председатель — Севериан Моисеевич Мухашаврия) и имени Орджоникидзе (председатель — Михаил Филиппович Орагвелидзе) вошёл в число передовых сельскохозяйственных предприятий Махарадзевского района.
В 1947 году колхоз сдал государству кукурузы в среднем с каждого гектара по 70,57 центнеров кукурузы с площади в 51 гектар. Указом Президиума Верховного Совета СССР от 21 февраля 1948 года удостоен звания Героя Социалистического Труда за «получение высоких урожаев кукурузы и пшеницы в 1947 году» с вручением ордена Ленина и золотой медали «Серп и Молот».
Этим же Указом званием Героя Социалистического Труда были также награждены его младший брат Геронтий Виссарионович Джабуа и руководство Махарадзевского района.
За выдающиеся трудовые результаты по итогам деятельности 1948 и 1950 годов награждался дважды Орденом Ленина.
Руководил колхозом около 30 лет. После его ухода на пенсию объединённый колхоз имени Ленина возглавил Дмитрий Несторович Баканидзе.
Умер в Натанеби после 1987 года.
Награды
- Герой Социалистического Труда
- Орден Ленина — четырежды (24.01.1941; 1948; 29.09.1949; 23.07.1951)
- Орден Октябрьской Революции (08.04.1971)
- Орден «Знак Почёта» — дважды (07.01.1944; 02.04.1966)
- Медаль «За оборону Кавказа» (01.05.1944)